# 古希腊数学
古希腊人是数学的奠基者，古希腊的数学在數學史中占有头等重要的地位。古希腊人提出了公理化体系、形式逻辑，使用逻辑证明、演绎法，强调量化和系统化，使数学成为一门严密的系统的富有逻辑性的学科，开启了后世数学和科学的大门，现在世人所使用的数学和科学方法绝大部分直接来源于古希腊。

## 特点
与其他文明不同的是，古希腊人的数学强调形式逻辑、演绎法、证明、公理化体系，这些理论、方法都是由古希腊人独立并唯一地创造的。其他文明并未产生形式逻辑、演绎、公理化体系，并且并不重视证明，更缺乏公理化、系统化。现代数学、科学的理论、方法绝大部分直接来源于古希腊。因此，古希腊是数学乃至科学的奠基者，对数学的贡献占有最重要的地位。与古希腊相比，总体而言，其他文明的数学存在許多不足，特别是缺乏形式逻辑，因此在现代文明中，古希腊文明及其继承者是数学与科学文明的奠基者。

## 時期
1. 从伊奥尼亚学派到柏拉图学派为止，约为公元前七世纪中叶到公元前三世纪；
2. 亚历山大前期，从欧几里得起到公元前146年，希腊陷于罗马为止；
3. 亚历山大后期，是罗马人统治下的时期，结束于641年亚历山大被阿拉伯人占领。

## 著名古希臘數學家
- 丟番圖，被譽為代數學之父。
- 阿波羅尼奧斯，圓錐曲線的研究。
- 欧几里得，著有《幾何原本》，提出了公理化体系，使用逻辑证明，奠定了后世数学的严密基础。该书为任何学习数学之人的必读标准教科书长达两千多年。直到今天，全世界的小学、初中数学教科书中关于几何的内容，几乎全部来自《几何原本》。
- 畢達哥拉斯學派，發現并证明多個定理，包括毕达哥拉斯定理。该学派学者最早發現無理數，但出于哲学原因，后来却否认无理数的存在。
- 阿基米德，帶動幾何發展，善用穷竭法、趋近观念（十分接近現代的微積分）。
- 柏拉图等人，发现并证明世界上只存在五种正多面体（即柏拉图体）。

## 哲學對數學的影響
古希臘人將哲學思想帶進數和幾何形狀中，例如認為完美數是完美的、其中四個正多面體是四元素的構造、世界是用數造成的……這些概念。
哲學家柏拉圖對數學相當重視，認為數學在教育相當重要，又認為幾何是永恆的。他提出了倍平方問題。

### 哲学对数学的坏影响
- 因為古希臘人對無限的恐懼，令穷竭法和趨近的方法這些和微積分相差不遠的方法發展受礙。
- 畢達哥拉斯對整數和分數的迷信令無理數的發現者死去。